# Vianne
Vianne (Viana en gascon) est une commune de Gascogne, en France, située dans le département de Lot-et-Garonne (région Nouvelle-Aquitaine).

## Géographie

### Localisation
Commune située sur la Baïse et sur le canal latéral à la Garonne.
Les coteaux sont propices à la culture de la vigne qui fait partie de l'AOC buzet.

### Communes limitrophes
Les communes limitrophes sont  Buzet-sur-Baïse, Feugarolles, Lavardac, Montgaillard-en-Albret et Thouars-sur-Garonne.
| Buzet-sur-Baïse        | Thouars-sur-Garonne |             |
| Montgaillard-en-Albret | Vianne              | Feugarolles |
|                        | Lavardac            |             |

### Climat
Pour des articles plus généraux, voir Climat de la Nouvelle-Aquitaine et Climat de Lot-et-Garonne.
Historiquement, la commune est exposée à un climat océanique aquitain.  
En 2020, Météo-France publie une typologie des climats de la France métropolitaine dans laquelle la commune est exposée à un climat océanique altéré et est dans la région climatique Aquitaine, Gascogne, caractérisée par une pluviométrie abondante au printemps, modérée en automne, un faible ensoleillement au printemps, un été chaud (19,5 °C), des vents faibles, des brouillards fréquents en automne et en hiver et des orages fréquents en été (15 à 20 jours).
Pour la période 1971-2000, la température annuelle moyenne est de 12,8 °C, avec une amplitude thermique annuelle de 15,6 °C. Le cumul annuel moyen de précipitations est de 803 mm, avec 10,8 jours de précipitations en janvier et 6,9 jours en juillet. Pour la période 1991-2020, la température moyenne annuelle observée sur la station météorologique la plus proche, située sur la commune de Nérac à 7 km à vol d'oiseau, est de 13,9 °C et le cumul annuel moyen de précipitations est de 735,7 mm,. Pour l'avenir, les paramètres climatiques de la commune estimés pour 2050 selon différents scénarios d'émission de gaz à effet de serre sont consultables sur un site dédié publié par Météo-France en novembre 2022.

## Urbanisme

### Typologie
Au 1er janvier 2024, Vianne est catégorisée commune rurale à habitat dispersé, selon la nouvelle grille communale de densité à sept niveaux définie par l'Insee en 2022.
Elle appartient à l'unité urbaine de Nérac, une agglomération intra-départementale regroupant quatre  communes, dont elle est une commune de la banlieue,,. Par ailleurs la commune fait partie de l'aire d'attraction de Nérac, dont elle est une commune de la couronne,. Cette aire, qui regroupe 17 communes, est catégorisée dans les aires de moins de 50 000 habitants,.

### Occupation des sols

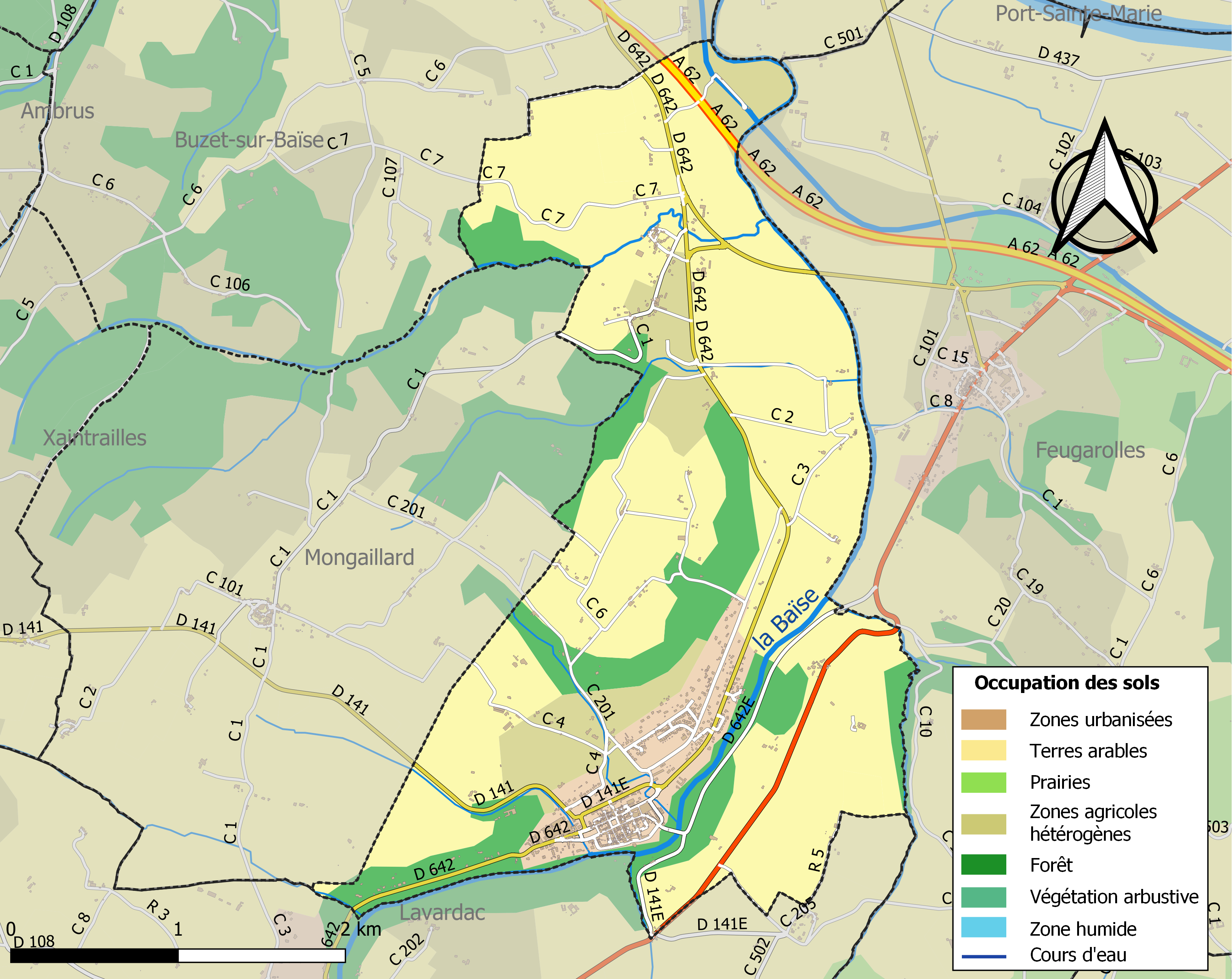
Carte des infrastructures et de l'occupation des sols de la commune en 2018 (CLC).

L'occupation des sols de la commune, telle qu'elle ressort de la base de données européenne d’occupation biophysique des sols Corine Land Cover (CLC), est marquée par l'importance des territoires agricoles (75,3 % en 2018), en augmentation par rapport à 1990 (71,1 %). La répartition détaillée en 2018 est la suivante : 
terres arables (39,9 %), cultures permanentes (24,9 %), forêts (17,3 %), zones agricoles hétérogènes (10,5 %), zones urbanisées (7,4 %). L'évolution de l’occupation des sols de la commune et de ses infrastructures peut être observée sur les différentes représentations cartographiques du territoire : la carte de Cassini (XVIIIe siècle), la carte d'état-major (1820-1866) et les cartes ou photos aériennes de l'IGN pour la période actuelle (1950 à aujourd'hui).

### Hameaux et quartiers
Il existe plusieurs quartiers de Vianne et deux hameaux.

#### Quartiers
- La Prade
- Marcons

#### Calezun
On ne sait pas grand chose de ce hameau, sur lequel passait la Ténarèze ou une de ses branches. Il est cependant ancien puisqu'on y trouve une église du XIe siècle et les vestiges d'un prieuré. On sait que ce fut aussi une paroisse.

#### Sainte-Marthe
Sainte-Marthe, sur la rive droite, est également une ancienne paroisse.

### Voies de communication et transports
Les principaux accès sont :
- par autoroute : A62 (sortie 6) à Aiguillon (16 km) ;
- par Lavardac ou Buzet-sur-Baïse : D 642 ou D 642e ;
- par Lavardac ou Port-Sainte-Marie : D 930 ;
- par Xaintrailles : D 141[16].

### Risques majeurs
Le territoire de la commune de Vianne est vulnérable à différents aléas naturels : météorologiques (tempête, orage, neige, grand froid, canicule ou sécheresse), inondations, mouvements de terrains et séisme (sismicité très faible). Il est également exposé à un risque technologique,  le transport de matières dangereuses. Un site publié par le BRGM permet d'évaluer simplement et rapidement les risques d'un bien localisé soit par son adresse soit par le numéro de sa parcelle.

#### Risques naturels
Certaines parties du territoire communal sont susceptibles d’être affectées par le risque d’inondation par une crue à  débordement lent de cours d'eau, notamment le Canal latéral à la Garonne et la Baïse. La commune a été reconnue en état de catastrophe naturelle au titre des dommages causés par les inondations et coulées de boue survenues en 1982, 1983, 1988, 1999, 2003, 2009 et 2021,.
Les mouvements de terrains susceptibles de se produire sur la commune sont des affaissements et effondrements liés aux cavités souterraines (hors mines), des glissements de terrain et des tassements différentiels. Afin de mieux appréhender le risque d’affaissement de terrain, un inventaire national permet de localiser les éventuelles cavités souterraines sur la commune.

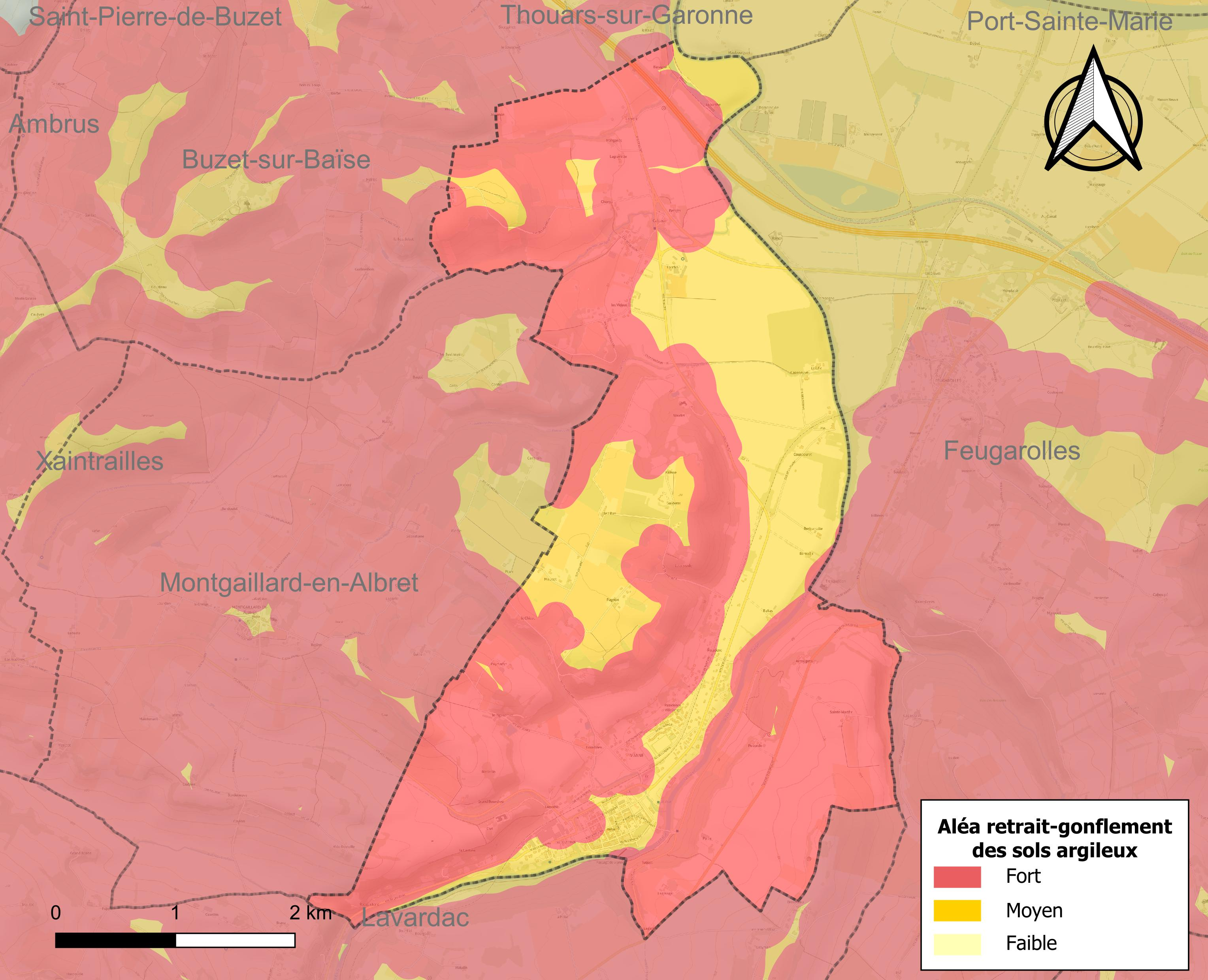
Carte des zones d'aléa retrait-gonflement des sols argileux de Vianne.

Le retrait-gonflement des sols argileux est susceptible d'engendrer des dommages importants aux bâtiments en cas d’alternance de périodes de sécheresse et de pluie. La totalité de la commune est en aléa moyen ou fort (91,8 % au niveau départemental et 48,5 % au niveau national). Depuis le 1er octobre 2020, en application de la loi ELAN, différentes contraintes s'imposent aux vendeurs, maîtres d'ouvrages ou constructeurs de biens situés dans une zone classée en aléa moyen ou fort,.
Concernant les mouvements de terrains, la commune a été reconnue en état de catastrophe naturelle au titre des dommages causés par la sécheresse en 2002, 2003 et 2011 et par des mouvements de terrain en 1999.

## Histoire

### Fondation de la bastide

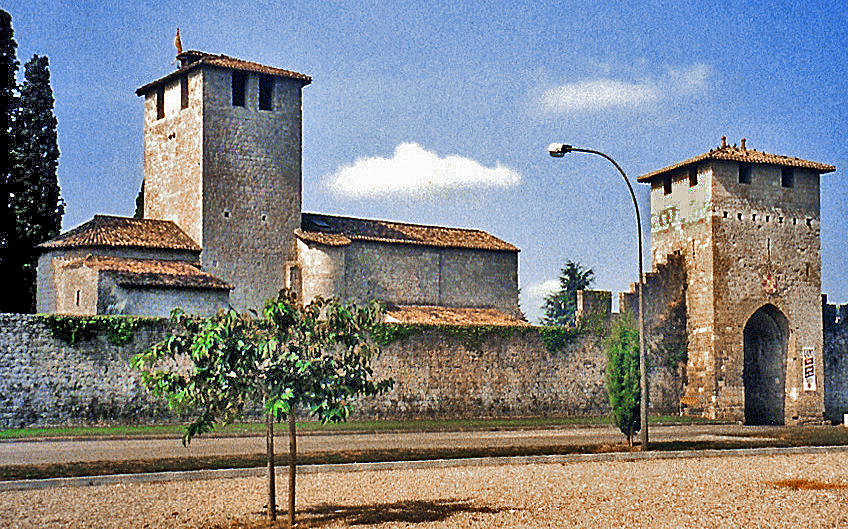
Église et enceinte nord de Vianne.

Au départ, il n'existait qu'un hameau, vraisemblablement construit autour des ruines d'une villa romaine (villa longa). La voie romaine dite Ténarèze ou du moins une de ses ramifications passait en effet sur le territoire de la commune actuelle. Par la suite, un prieuré fut construit par un ordre militaire (Templiers ou Hospitaliers) dont il ne subsiste que des traces et l'église fortifiée.
La bastide de Vianne fut fondée le 21 septembre 1284 par un acte de paréage entre Jourdain de l'Isle et  le sénéchal de Guyenne Jean Ier de Grailly, représentant du duc d'Aquitaine Édouard Ier d'Angleterre, dans la résidence de la vicomté de Lomagne, alors que Philippe III régnait sur la France. L'acte précisait que le château de Trenqueléon sis aujourd'hui à Feugarolles et ses dépendances, la paroisse de Calézun feraient partie, à perpétuité, de la juridiction de la bastide de Vianne. En effet, les Français avaient érigé en 1260 la Bastide de Lavardac en amont sur la Baïse, et les Aquitains cherchaient à fortifier leur territoire. Le nom de la cité fut choisi par Jourdain de l’Isle en l’honneur de sa tante Vianne de Gontaut-Biron  qui lui avait légué quelques années plus tôt ses droits sur la seigneurie de Mongaillard dont dépendait la future bastide. La bastide fut érigée en lieu et place du village de Vilalonga (Villelongue) dont il subsiste l’église Notre-Dame, entre la Baïse et les contreforts de Montgaillard. La charte de coutumes est signée par Édouard Ier d'Angleterre à Bordeaux le 19 avril 1287.

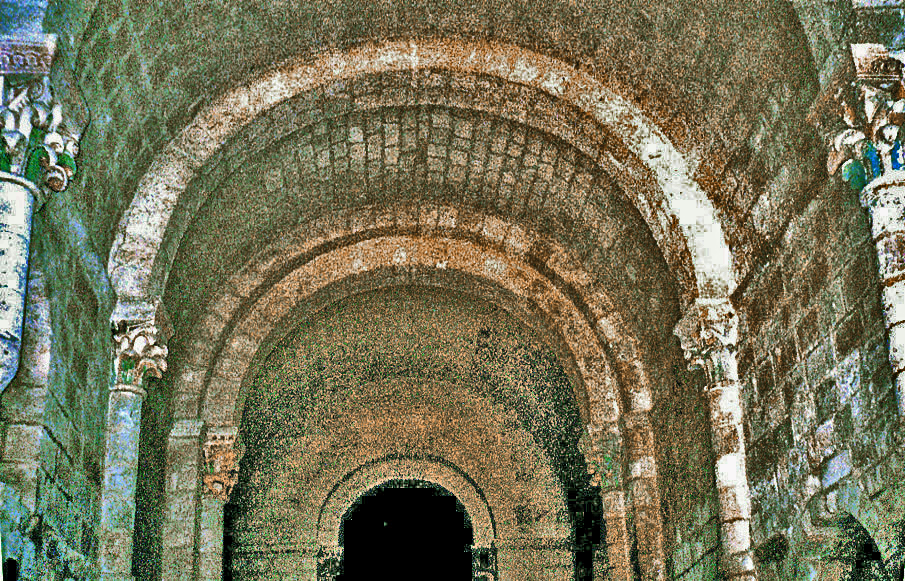
Nef de l'église de Vianne.

Les premières fortifications de la ville neuve (villa nova ou bastide) sont construites au début du XIVe siècle, juste avant le début de la guerre de Cent Ans (1337). Elles se constituent d’une muraille d’enceinte de 1,250 km, de quatre tours carrées (non couvertes à l’époque) et de tours rondes (il en reste deux aujourd’hui). Commencée en 1284 et terminée en 1287, Vianne est l'une des bastides les plus intéressantes en raison de son plan officiel, de ses portes et de ses murs bien conservés. Les terrains à bâtir ont eu à l'origine la même taille, soit environ 11,70 mètres de front sur 23,40 mètres sur les côtés (24 razes par 48, le « raze » est une unité de mesure médiévale équivalent à 0,50 m). Sur une zone d'environ 10 hectares protégée par les remparts, une partie seulement de la terre a été attribuée aux premiers habitants. Les jardins ont de tout temps pris beaucoup d'espace. La structure générale comprenait deux axes routiers : l'un, de près de 350 mètres de long du nord au sud, est parallèle à la Baïse, l'autre, d'environ 250 mètres, est perpendiculaire au premier. D'autres rues de différentes largeurs sont parallèles à chacun de ces axes, mais aucune d'entre elles ne conduit à une porte du village. On peut encore voir les quatre entrées d'un même point de la place. Les rues principales ont 7,68 m de large. Les rues étroites sont deux fois moins larges.
Jourdain de l'Isle fut un administrateur tout à la fois avisé - il fait bâtir en 1287 le premier moulin sur la Baïse - et cruel qui dévasta l'église en 1323 pour une querelle avec des moines et qui fut exécuté sur ordre du roi Philippe VI sur le gibet de Montfaucon en 1333.

### Guerre de Cent Ans
L’histoire de la cité fut émaillée de plusieurs escarmouches et batailles franco-aquitaines (combats de 1342). Le premier siège de Vianne eut lieu avant même la guerre de Cent Ans en 1295. Vianne est défendue par Lupiac de Moncassin, sire de Moncassin qui y fut tué. Son corps adossé à la porte Sud fit croire aux Aquitains qu'il était vivant et ils levèrent le siège.
Par la suite, Vianne passe aux mains des Français en 1337, reprise par les Aquitains en 1340, puis de nouveau aux Français en 1342 et ainsi de suite jusqu'en 1442 où elle devint définitivement française.

### Guerres de religion
Pendant les guerres de religion a lieu la bataille des Arrougets : le 3 juillet 1562, un combat opposa Blaise de Montluc surnommé le « boucher des Catholiques » au capitaine Doazan, qui, à la tête d’une armée de Huguenots forte de près de 500 hommes, venait de Nérac pour arrêter les catholiques. La bataille fut terrible, puisque le juge de Vianne dut faire enterrer plus de 300 corps, et vit la victoire des catholiques.

### Vie de la bastide

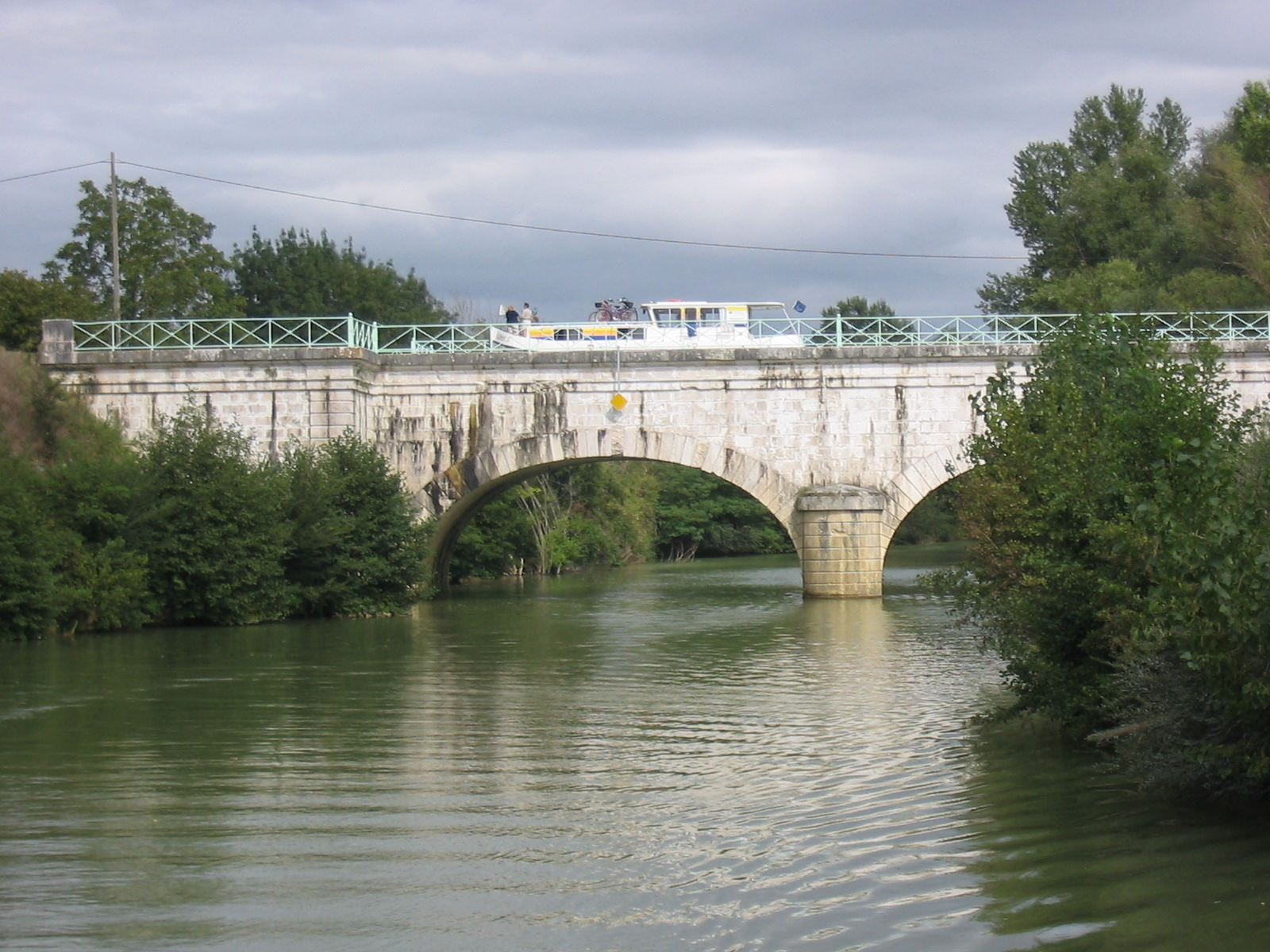
Pont-canal sur la Baïse.

En août 1579, le Roi de Navarre futur Henri IV, ordonne de restaurer le moulin et l'écluse. En fait, la payssière (passage aménagé pour les bateaux) de Vianne est remplacée par une écluse manœuvrée à la main par les mariniers. L'écluse est reconstruite aux dimensions actuelles, (31,40 m × 5,20 m) en 1844, ce qui permet à Vianne d'accueillir les gros bateaux de 150 tonnes circulant sur le canal latéral.
En 1613, le mur face au moulin est détruit jusqu'au fondement sur une certaine longueur : il est refait solidement.
En 1619, un pilier buteur est construit (il existe encore) pour soutenir les murs qui s'affaissent à la suite du ravinement par les eaux.
Sous Louis XIV, en 1651, Vianne fut cédée au duc de Bouillon, Frédéric-Maurice de la Tour d'Auvergne, vicomte de Turenne, prince étranger, ce qui lui permettra d'être une des très rares bastides à n'avoir pas eu ses fortifications détruites.
En 1750, la tour d'angle, côté nord ainsi que les murs menacent ruine à cause des ruisseaux qui les minent. La municipalité fait refaire les digues en pierre au lieu de bois. 
En 1752, le mur de ville est écroulé près de la tour de la fontaine.
En 1760, la porte de la tour du moulin tombe en ruine. La tour de la fontaine est en partie écroulée. La tour de la guérite est à nouveau endommagée par les eaux. 
En 1765, le mur côté rivière est déchaussé et en partie écroulé. 
Les murs étaient reconstruits pour se protéger des voleurs, particulièrement des voleurs de chanvre qui était mis à sécher contre les murs.
À la Révolution, la commune de Vianne regroupe les paroisses de Notre-Dame de Vianne et de Sainte-Marthe (sur la rive droite de la Baïse).
A l'an VII, des travaux à la porte du moulin sont demandés.
En 1822, la tour du moulin est aménagée pour en faire une prison. 
Entre 1839 et 1853, se construit un pont-canal, au-dessus de la Baïse en pierre de taille du Quercy.
Le Bulletin des lois annonce en 1840 la construction d'un pont suspendu sur la Baïse, à la place du bac.
Vianne est dotée de l'électricité le 4 février 1879, « grâce à la générosité de M. Valmon Latouche, maire de Vianne ».
En 1904 se crée une société hippique dont le siège se situe dans la tour du Moulin. Elle aménage un premier hippodrome aux Marcons puis un deuxième moderne au Balias, possédant des tribunes couvertes, une piste de 1 300 mètres dont une ligne droite de 450 mètres. La Seconde Guerre mondiale mettra fin à cette activité qui sous l'impulsion de Marcel Prévost fit venir à Vianne de très nombreuses personnalités telles le président de la République Armand Fallières, Francis Jammes, Joseph de Pesquidoux, Pierre Benoit…

### Première Guerre mondiale
Pendant la Première Guerre mondiale, sur une population de 750 personnes, Vianne compte 127 hommes mobilisés. En reviennent 96 ; il y a donc 31 morts. On y trouve quinze cultivateurs, quatre carriers, trois maçons, deux ouvriers du moulin, deux boulangers, un menuisier, un cantonnier, un manouvrier, un batelier et un bouchonnier. S'ajoute à cette liste un militaire de carrière. Cette proportion est supérieure à celle de la plupart des communes françaises.

### Seconde Guerre mondiale
Pendant la Seconde Guerre mondiale, une famille de réfugiés juifs autrichiens fut arrêtée et déportée le 26 août 1942. Le 11 septembre, la famille sera gazée à Auschwitz. En juillet 1944, des soldats de la Panzergrenadier-Division Großdeutschland cernent le village, rassemblent la population sur la place et exigent du Maire qu'il donne les noms de juifs, de résistants et de communistes. Ils repartent bredouille, l'édile n'ayant rien dit. Peu de temps après, dans des circonstances pas claires, le maire sera enlevé par des résistants et mis à mort avec son épouse.

## Économie

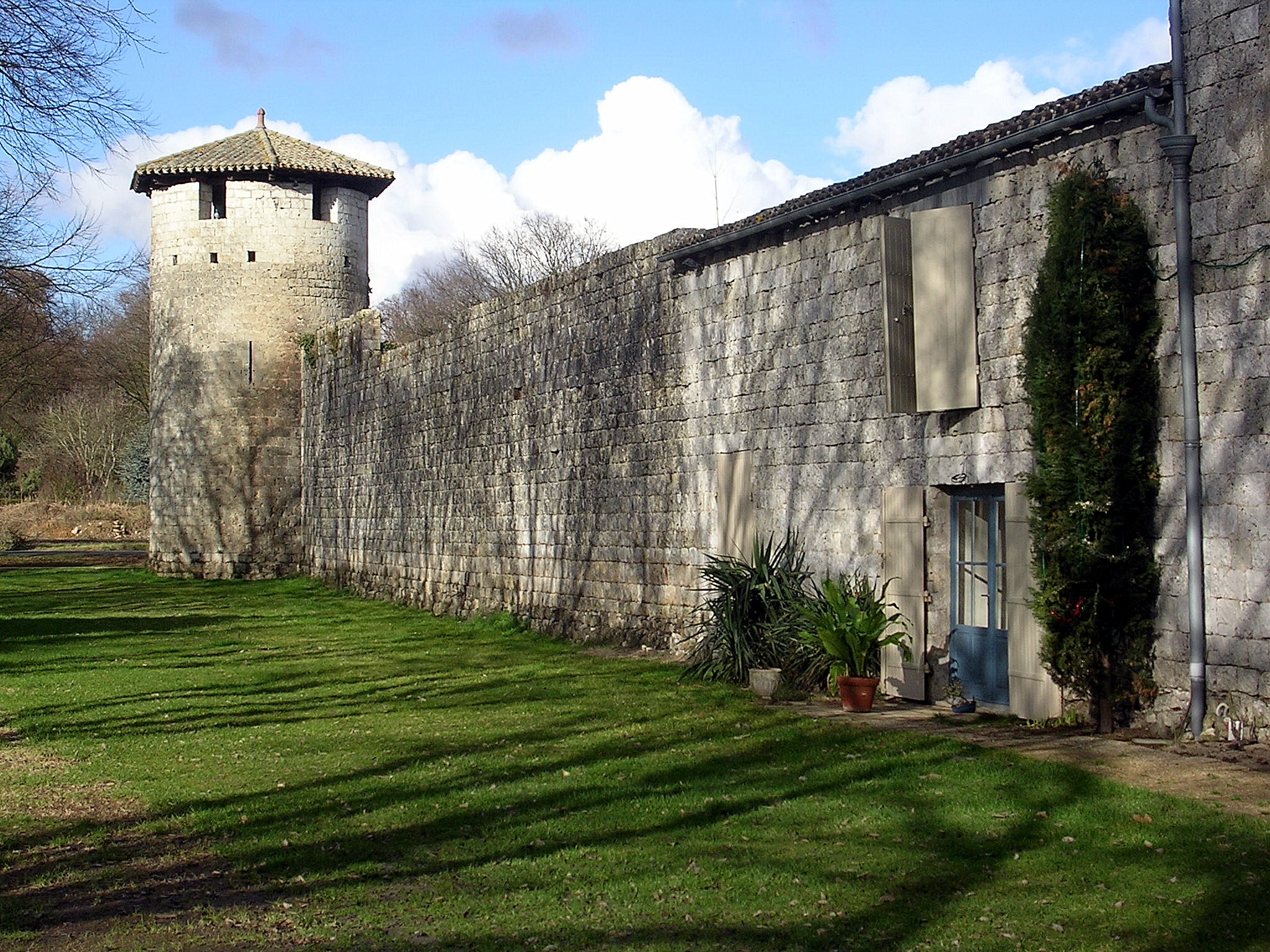
Enceinte de Vianne.

### La minoterie
Le moulin sur la Baïse a été construit en 1287 par Jourdain de l'Isle et possédait trois paires de meules à farine. En 1850, il a été surélevé de trois étages. Il possédait alors six paires de meules entraînées par la vapeur. La farine produite était chargée sur des bateaux en partance pour Bordeaux et était exportée. De nos jours, le moulin produit de l'électricité.

### Pierre de Vianne
Depuis toujours, l’histoire  de la ville s’est écrite avec celle de l'exploitation de carrières  de pierre, c'est en effet cette pierre qui a servi pour bâtir les fortifications. Plus tard, elle a été utilisée pour construire le pont-canal d'Agen sur la Garonne, ce qui prouve assez sa réputation de pierre dure. 
Les carrières se situaient tant sur la rive droite que sur la rive gauche de la Baïse.
- sur la rive droite : les Arougets ou Arrougets qui ont fourni les plus belles pierres
- sur la rive gauche : Roquefon, Le Maréchal et La Roche.

À noter, en 1944, les prisonniers allemands furent employés aux carrières après la Libération.
La Pierre de Vianne a obtenue en juin 2024 l’Indication Géographique Industrielle et Artisanale par l’INPI.

### Agriculture
Depuis l'origine, la polyculture y est pratiquée, avec plus récemment l'exploitation du vignoble qui fait partie de l'appellation buzet.

### Industries diverses
Une des particularités de ce village est celle d'avoir connu une ère industrielle : minoterie des frères Latouche, fabrique de bouchons de liège Mallet et surtout verrerie, créée en 1920, spécialisée dans ses dernières années dans la soufflerie d’art. Au plus fort de son activité près de 900 ouvriers y travaillèrent. L'implantation de cette verrerie, fondée par Henri Latouche et Jean Laubenheimer, brasseur à Nérac, avec des capitaux tchécoslovaques, fut accompagnée d'une immigration tchécoslovaque. La colonie tchécoslovaque atteignit son point culminant à la fin des années 1940 (présence d'une école tchécoslovaque et dès les années 1930 d'une association, Krajan), avant que nombre de ses membres, engagés au Parti communiste français ne rentrent en Tchécoslovaquie.
Au fil des années, la Verrerie a fermé et rouvert ses portes de multiples fois. Au mois de mai 2009, les fours se sont rallumés et la Verrerie est de nouveau accessible au public. Actuellement, Vianne se tourne vers le tourisme : restaurants, marchés nocturnes, création d'une halte fluviale sur la Baïse, artisanat...
La verrerie a été reprise, mais les fours sont à l'arrêt depuis plusieurs années.

## Politique et administration

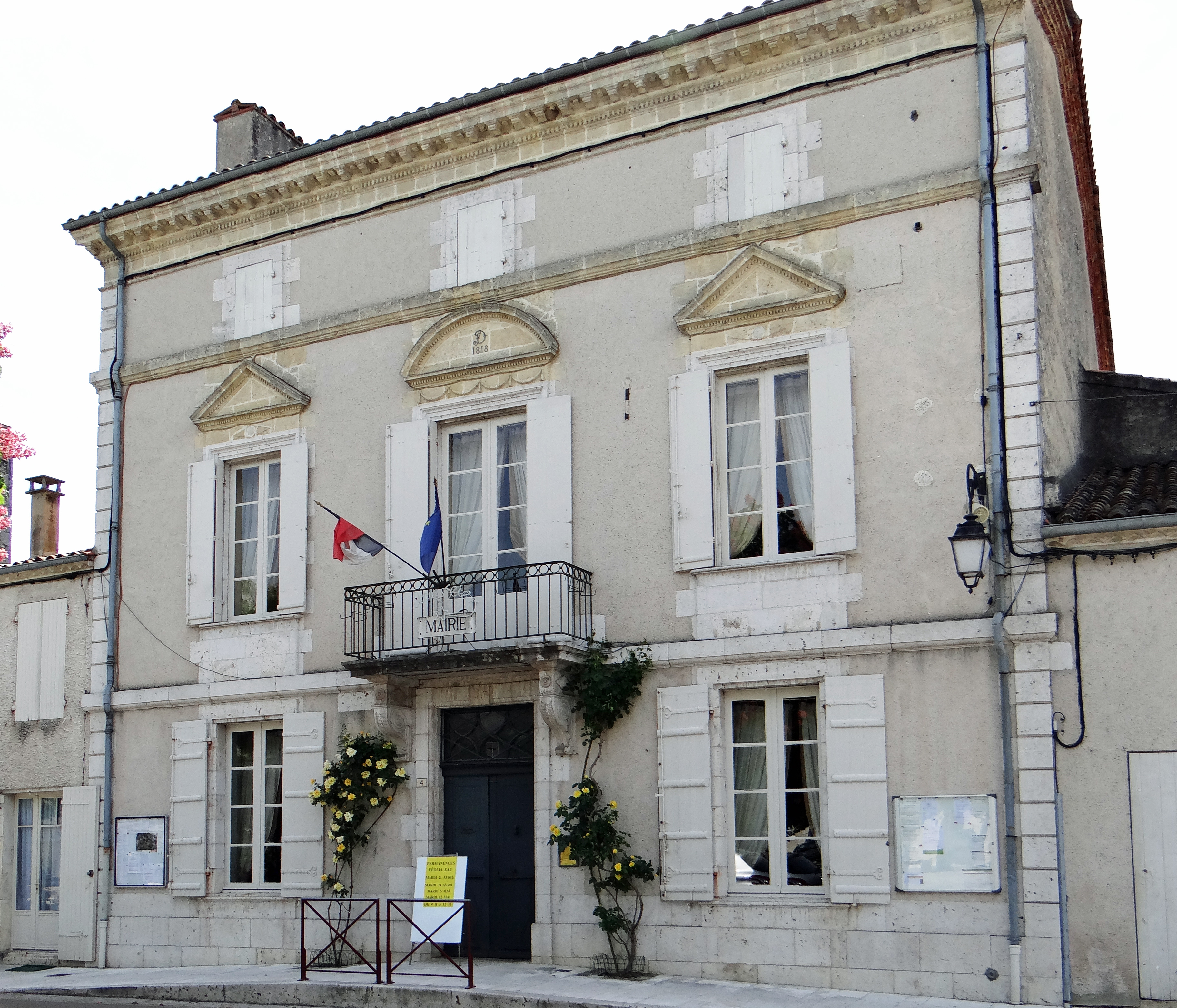
La mairie

### Liste des maires
| Période                                  | Période   | Identité              | Étiquette | Qualité                                                                      |
| ---------------------------------------- | --------- | --------------------- | --------- | ---------------------------------------------------------------------------- |
| Les données manquantes sont à compléter. |           |                       |           |                                                                              |
| 1791                                     | 1792      | Mathieu Gabel         |           |                                                                              |
| 1792                                     | 1794      | Louis-Joseph Nasse    |           | Propriétaire                                                                 |
| 1794                                     | 1821      | Bernard Courtonde     |           |                                                                              |
| 1821                                     | 1826      | Marc-Antoine Dangeros |           | Propriétaire                                                                 |
| 1826                                     | 1830      | Joseph Dubédat        |           | Minotier                                                                     |
| 1830                                     | 1835      | Jean-Martial Coumau   |           | Minotier                                                                     |
| 1835                                     | 1838      | Louis-Joseph Nasse    |           | Propriétaire                                                                 |
| 1838                                     | 1839      | Antoine Dache         |           |                                                                              |
| 1839                                     | 1848      | Joseph Dubédat        |           | Minotier                                                                     |
| 1848                                     | 1848      | Louis Nasse           |           | Propriétaire                                                                 |
| 1848                                     | 1850      | Jean-Martial Coumau   |           | Minotier                                                                     |
| 1850                                     | 1852      | Joseph Dubédat        |           | Minotier                                                                     |
| 1852                                     | 1865      | José Maisonnier       |           |                                                                              |
| 1865                                     | 1867      | Étienne Coumau        |           | Minotier                                                                     |
| 1867                                     | 1874      | Jean Thomas           |           |                                                                              |
| 1874                                     | 1874      | Jean Maisonnier       |           |                                                                              |
| 1874                                     | 1876      | Clément Dupin         |           |                                                                              |
| 1876                                     | 1890      | Bernard Selsis        |           |                                                                              |
| 1890                                     | 1910      | Valmon Latouche       |           | Minotier                                                                     |
| 1910                                     | 1922      | Jean Élie             |           |                                                                              |
| 1922                                     | 1944      | Henri Latouche        |           | Minotier Nommé membre de la Commission administrative départementale en 1941 |
| 1944                                     | mai 1953  | René Bourras          |           | Cafetier                                                                     |
| mai 1953                                 | mars 1965 | Amédée Gione          | PCF       | Verrier                                                                      |
| mars 1965                                | mars 1989 | Henriette Laverny     | PCF       |                                                                              |
| mars 1989                                | mars 2008 | Pierre Taulet         | DVD       |                                                                              |
| mars 2008                                | mars 2014 | Nicole Perrier        | DVD       | Retraitée                                                                    |
| mars 2014                                | mai 2020  | Serge Céréa           | DVD       | Artisan                                                                      |
| mai 2020                                 | En cours  | Laurence Benlloch     |           |                                                                              |

La mairie actuelle est l'ancienne maison de Monsieur Jean Élie, maire de 1910 à 1922. Après des décennies de municipalité de gauche (sous la direction d'une maire communiste), Vianne a basculé en 1989, lors d'élections qui ont porté au conseil municipal l'intégralité d'une nouvelle liste conduite par Pierre Taulet. Cependant, en 2008, celui-ci n'a pas été réélu conseiller municipal. C'est une de ses colistières, Nicole Perrier, qui a pris sa suite. Madame Perrier n'était pas candidate en 2014. C'est la liste conduite par Serge Céréa, un de ses anciens colistiers, qui a remporté le scrutin.

### Fêtes et marchés
- Fêtes de Vianne : dernier dimanche de juillet
- Marche Gourmande : dimanche du même weekend que les journées du patrimoine
- Marchés de Producteurs de Pays : tous les vendredis en juillet et août, de 19 h à 23 h.
- Championnat du monde de la garbure : en mai (depuis 2005)
- Fête de la musique, feu de St Jean : weekend autour du 21 juin

### Lieux de culture
La commune possède une bibliothèque municipale et une salle de spectacle la salle Jourdain-de-L'Isle.

### Loisirs
Comme la Baïse est navigable, Vianne dispose d'une halte fluviale pour les bateaux de plaisance.

### Ordres religieux
- On ne sait qui a construit l'église de Vianne, mais on sait que les Templiers étaient co-seigneurs du château de Montgaillard et propriétaires d'un domaine appelé "La Grange". Par la suite, en 1310 le prieuré appartient aux moines bénédictins de Cluny. En 1395, le prieuré est échangé contre un autre de Carpentras appartenant aux religieux de La Sauve. Cet ordre l'a gardé jusqu'à son abandon au moment de la Révolution.
- À Calezun, le prieuré est fondé par la Grande Sauve au XIe siècle.
- À Sainte-Marthe, on note au début du XIIIe siècle la présence des Prémontrés de Saint-Norbert[24].

### Festival
- Vianne's Follies, festival de théâtre qui se tient fin juillet.
- Georjacléo, festival annuel consacré notamment aux répertoires de Georges Brassens, Jacques Brel et Léo Ferré qui a lieu tous les troisièmes week-ends d'octobre[50].

## Jumelages
- Alluvioni Cambiò (Italie)[51].

## Démographie
L'évolution du nombre d'habitants est connue à travers les recensements de la population effectués dans la commune depuis 1793. Pour les communes de moins de 10 000 habitants, une enquête de recensement portant sur toute la population est réalisée tous les cinq ans, les populations de référence des années intermédiaires étant quant à elles estimées par interpolation ou extrapolation. Pour la commune, le premier recensement exhaustif entrant dans le cadre du nouveau dispositif a été réalisé en 2008.

En 2022, la commune comptait 980 habitants, en évolution de −4,11 % par rapport à 2016 (Lot-et-Garonne : −0,18 %, France hors Mayotte : +2,11 %).
| 1793  | 1800 | 1806 | 1821 | 1831 | 1836 | 1841 | 1846 | 1851 |
| ----- | ---- | ---- | ---- | ---- | ---- | ---- | ---- | ---- |
| 1 005 | 752  | 788  | 779  | 807  | 845  | 921  | 876  | 830  |

| 1856 | 1861 | 1866 | 1872 | 1876  | 1881  | 1886  | 1891 | 1896 |
| ---- | ---- | ---- | ---- | ----- | ----- | ----- | ---- | ---- |
| 926  | 949  | 944  | 928  | 1 185 | 1 035 | 1 012 | 850  | 852  |

| 1901 | 1906 | 1911 | 1921 | 1926 | 1931 | 1936 | 1946 | 1954 |
| ---- | ---- | ---- | ---- | ---- | ---- | ---- | ---- | ---- |
| 821  | 811  | 756  | 698  | 859  | 915  | 993  | 886  | 917  |

| 1962  | 1968  | 1975  | 1982  | 1990  | 1999  | 2006  | 2008  | 2013  |
| ----- | ----- | ----- | ----- | ----- | ----- | ----- | ----- | ----- |
| 1 098 | 1 107 | 1 143 | 1 250 | 1 336 | 1 224 | 1 163 | 1 145 | 1 040 |

| 2018  | 2022 | - | - | - | - | - | - | - |
| ----- | ---- | - | - | - | - | - | - | - |
| 1 009 | 980  | - | - | - | - | - | - | - |

### Caractéristiques de la population
- Densité en 2019 : 101,3
- Variation de la population : taux annuel moyen entre 2013 et 2019, en % : -0,7
- Nombre de logements en 2019 : 592 dont 83,3% étaient des résidences principales.
- Médiane du revenu disponible par unité de consommation en 2019, en euros : 20 130 euros
- Emploi total (salarié et non salarié) au lieu de travail en 2019 : 122
- Taux de chômage des 15 à 64 ans en 2019 : 13,2%[56]

## Culture locale et patrimoine

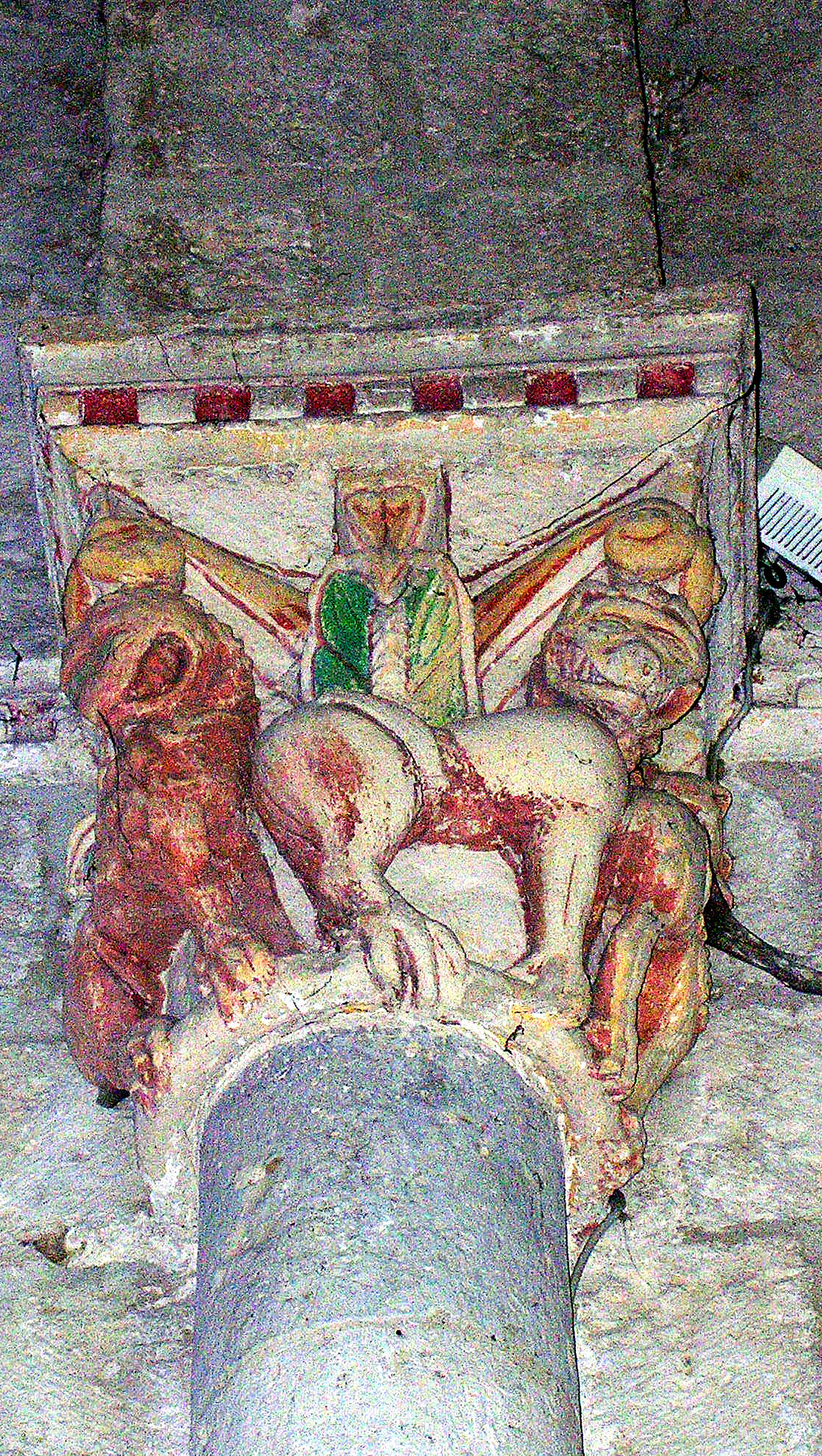
Chapiteau à Vianne.

### Lieux et monuments
- Bastide et enceinte de Vianne, avec ses quatre portes fortifiées et la quasi-totalité des murs d'enceinte.
- Église fortifiée Saint-Christophe (autrefois Notre-Dame), antérieure à la bastide, XIIe siècle. L'édifice a été classé au titre des monuments historique en 1889[57].
- Tombes à logette du XIIe siècle (dites aussi tombeaux à charniers ou sarcophages à oubliette) dans le cimetière qui jouxte l'église[58]
- Monument aux morts de la Première Guerre mondiale réalisée en 1920 par le sculpteur Daniel Bacqué[59].
- Pont-canal sur la Baïse.
- Ruines du moulin à eau sur la Baïse[60].
- Château de la Roche (ancienne propriété de l'académicien Marcel Prévost) dont les parties les plus anciennes datent de la fin du XVe siècle[61].
- Château de Naudet (en partie du XVIe siècle)[62].
- Grange monastique de Prémontrés. Grange monastique dépendant du prieuré de prémontrés Sainte-Marthe. En 1604, dans le répertoire de Lacapère, Lagrange est mentionnée comme annexe de Sainte-Marthe. En 1790, l'église Sainte-Marthe étant en ruine, la paroisse est transférée dans la chapelle de Lagrange. Le logis daterait du XVIe siècle, mais il a été en partie reconstruit au XXe siècle. Chapelle détruite récemment[63].
- Église Saint-Jean et prieuré de Calezun. Abside du XIe siècle, clocher du XIVe siècle ou XVe siècle[64].

### Vianne dans les arts
- Maman pourquoi est une BD de Jacques Lemieux pour le texte et Yann Couvin pour les illustrations qui raconte l'histoire d'une famille juive pendant la Seconde Guerre mondiale et son passage à Vianne[65].

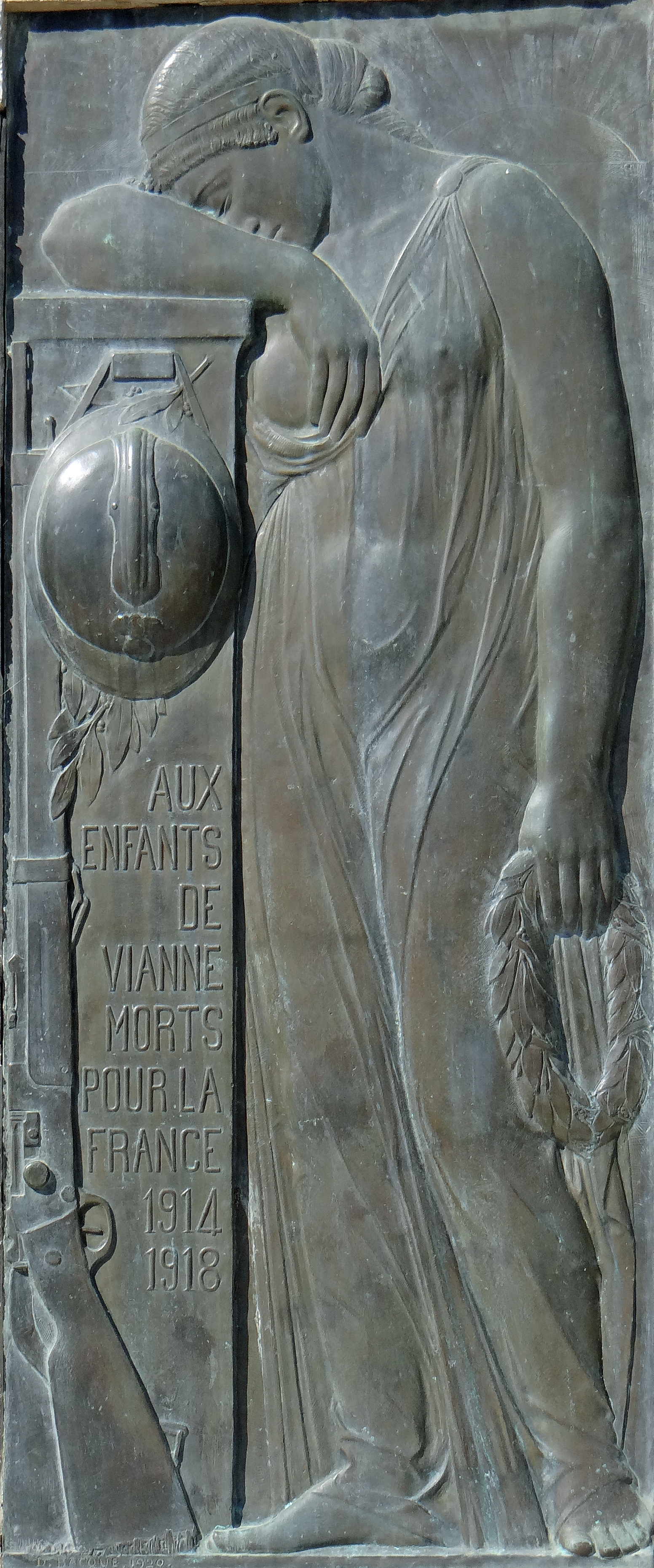
Vianne - Monument aux morts.

### Personnalités liées à la commune
- Frédéric-Maurice de la Tour d'Auvergne (1605-1652). Il n'a pas autorisé le démantèlement des fortifications.
- Marcel Prévost (1862-1941), de l'Académie française, né à Paris, vécut une grande partie de sa vie et mourut à Vianne, où il est inhumé.
- Daniel-Joseph Bacqué (20 septembre 1874 à Vianne - 21 décembre 1947 à Paris), sculpteur, élève de Léopold Bernstamm et d'Augustin Fumadelles, il est influencé par Antoine Bourdelle[66], créateur du monument aux morts de Vianne en 1920 : La France victorieuse se recueille dans le souvenir de ses morts[67].
- Francis Cabrel (né le 23 novembre 1953) s'est marié à Vianne avec Mariette Darjo à qui est dédiée la chanson Petite Marie le 1er juin 1974.
- Sandie Jancovek, styliste à Paris.
- Jacques Le Goff (né en 1924), historien, a écrit et mis en scène deux spectacles historiques, lors des fêtes du sept centenaire en 1984 et 1985.
- Roger Louret (né en 1950), acteur et metteur en scène.
- Dale Chihuly, verrier, crée et expose à Vianne en 1997[68]
- Fiona Monbet, (née le 25 septembre 1989), violoniste de jazz, s'est produite à Vianne le 23 juillet 2011. Elle est la petite fille d'un viticulteur viannais[69].
- Erick Lantin, né en 1963, artiste illusionniste de renommée internationale, en duo avec Valérie Beaulieu. Leur spécificité : faire apparaître et disparaître des animaux sauvages tels que tigre, panthère[70].

### Héraldique
| Blason de Vianne | Blason  | Écartelé, au I et au IV contre-écartelé d'or et de gueules, au II de gueules à trois léopards d’or, armés et lampassés d’azur, au III aussi de gueules à la croix de Toulouse (cléchée, vidée et pommetée d'or).  |
| Blason de Vianne | Détails | Vianne, étant une bastide, ne possédait pas de blason. Celui décrit ci-dessous a été créé à l'occasion des fêtes du septcentenaire de la création de la bastide. Le statut officiel du blason reste à déterminer. |